# Pycnobotrya
Pycnobotrya es un género monotípico de planta fanerógamas de la familia Apocynaceae. Contiene una única especie: Pycnobotrya nitida Benth.. Es originaria de Nigeria y del oeste de África tropical.

## Descripción
Con ramas cilíndricas, finamente tomentosas cuando jóvenes, pronto glabrescentes y secas de color nedro. Las hojas opuestas o ternadas, oblongas a oblanceoladas o obovadas. Inflorescencias en forma de corimbos.

## Taxonomía
Pycnobotrya nitida  fue descrito por George Bentham y publicado en Icones Plantarum 12: 72, t. 1183. 1876.
Sinonimia
- Pycnobotrya multiflora K.Schum. ex Stapf in D.Oliver & auct. suc. (eds.), Fl. Trop. Afr. 4(1): 203 (1902).[1]